# Vyšėjšaja Liha 2005
La Vyšėjšaja Liha 2005 è stata la quindicesima edizione della massima serie del campionato bielorusso di calcio, disputato tra il 16 aprile e il 5 novembre 2005 e conclusosi con la vittoria dello Šachcër Salihorsk, al suo primo campionato vinto. Il capocannoniere della competizione fu Valeryj Strypejkis (Naftan) con 16 reti realizzate.

## Stagione

### Novità
Dalla Vyšėjšaja Liha 2004 vennero retrocessi in Peršaja Liha il Ljakamatyŭ Vicebsk e il Belšyna, mentre dalla Peršaja Liha vennero promossi il Ljakamatyŭ Minsk e il Vedryč-97 Rėčyca. Poiché non aveva le infrastrutture adatte a partecipare alla Vyšėjšaja Liha, al Vedryč-97 Rėčyca venne rifiutata la licenza di partecipazione, rimanendo così in Peršaja Liha. Il Tarpeda-SKA Minsk perse il supporto economico e gran parte della squadra e, non potendo pagare le tasse di iscrizione al campionato, venne retrocesso in Druhaja liha. La federazione bielorussa decise di non integrare l'organico, così che il campionato partì con 14 squadre. Prima dell'inizio della stagione il Zorka-VA-BDU Minsk cambiò denominazione in Zorka-BDU Minsk.

### Formula
Le 14 squadre partecipanti disputarono un girone all'italiana con partite di andata e ritorno per un totale di 26 partite. La prima classificata, vincitrice del campionato, venne ammessa alla UEFA Champions League 2006-2007. La seconda classificata venne ammessa in Coppa UEFA 2006-2007, assieme alla squadra vincitrice della Coppa di Bielorussia; se quest'ultima avesse concluso il campionato al secondo posto, la terza classificata sarebbe stata ammessa in Coppa UEFA. Un ulteriore posto venne assegnato per la partecipazione alla Coppa Intertoto 2006. Le ultime due classificate vennero retrocesse in Peršaja Liha.

## Squadre partecipanti
| Club                     | Città         | Stadio             | Stagione 2004               |
| ------------------------ | ------------- | ------------------ | --------------------------- |
| BATĖ Borisov             | Barysaŭ       | Stadio Haradzki    | 2º posto in Vyšėjšaja Liha  |
| Daryda Minski raën       | raën di Minsk | Stadio Daryda      | 11º posto in Vyšėjšaja Liha |
| Dinamo Brėst             | Brėst         | OSK Brestsky       | 8º posto in Vyšėjšaja Liha  |
| Dinamo Minsk             | Minsk         | Stadio Dinamo      | Campione della Bielorussia  |
| Dnjapro-Transmaš Mahilëŭ | Mahilëŭ       | Spartak Stadium    | 9º posto in Vyšėjšaja Liha  |
| Homel'                   | Homel'        | Stadyen Central'ny | 5º posto in Vyšėjšaja Liha  |
| Ljakamatyŭ Minsk         | Minsk         | Stadio Lokomotiv   | 1º posto in Peršaja Liha    |
| MTZ-RIPA Minsk           | Minsk         | Stadio Traktar     | 14º posto in Vyšėjšaja Liha |
| Naftan                   | Navapolack    | Stadyen Atlant     | 10º posto in Vyšėjšaja Liha |
| Nëman                    | Hrodna        | Stadyen Nëman      | 7º posto in Vyšėjšaja Liha  |
| Šachcër Salihorsk        | Salihorsk     | Stadyen Stroitel   | 3º posto in Vyšėjšaja Liha  |
| Slavija Mazyr            | Mazyr         | Stadyen Junatsva   | 12º posto in Vyšėjšaja Liha |
| Tarpeda Žodzina          | Žodzina       | Stadio Torpedo     | 4º posto in Vyšėjšaja Liha  |
| Zorka-BDU Minsk          | Minsk         | Stadio Traktar     | 13º posto in Vyšėjšaja Liha |

## Classifica finale
|  | Pos. | Squadra                  | Pt | G  | V  | N  | P  | GF | GS | DR  |
|  | ---- | ------------------------ | -- | -- | -- | -- | -- | -- | -- | --- |
|  | 1.   | Šachcër Salihorsk        | 63 | 26 | 19 | 6  | 1  | 59 | 14 | +45 |
|  | 2.   | Dinamo Minsk             | 50 | 26 | 15 | 5  | 6  | 50 | 26 | +24 |
|  | 3.   | MTZ-RIPA Minsk           | 49 | 26 | 16 | 1  | 9  | 43 | 30 | +13 |
|  | 4.   | Tarpeda Žodzina          | 47 | 26 | 14 | 5  | 7  | 40 | 25 | +15 |
|  | 5.   | BATĖ Borisov             | 47 | 26 | 12 | 11 | 3  | 41 | 27 | +14 |
|  | 6.   | Dnjapro-Transmaš Mahilëŭ | 43 | 26 | 12 | 7  | 7  | 48 | 36 | +12 |
|  | 7.   | Homel'                   | 39 | 26 | 12 | 3  | 11 | 34 | 32 | +2  |
|  | 8.   | Dinamo Brėst             | 36 | 26 | 11 | 3  | 12 | 39 | 33 | +6  |
|  | 9.   | Naftan                   | 33 | 26 | 10 | 3  | 13 | 42 | 44 | -2  |
|  | 10.  | Daryda Minski raën       | 29 | 26 | 7  | 8  | 11 | 30 | 36 | -6  |
|  | 11.  | Ljakamatyŭ Minsk         | 26 | 26 | 7  | 5  | 14 | 30 | 42 | -12 |
|  | 12.  | Nëman                    | 24 | 26 | 7  | 3  | 16 | 20 | 50 | -30 |
|  | 13.  | Zorka-BDU Minsk          | 14 | 26 | 3  | 5  | 18 | 24 | 60 | -36 |
|  | 14.  | Slavija Mazyr            | 11 | 26 | 2  | 5  | 19 | 14 | 59 | -45 |

Legenda:
      Campione di Bielorussia e ammesso alla UEFA Champions League 2006-2007.
      Ammesso alla Coppa UEFA 2006-2007.
      Ammesso alla Coppa Intertoto 2006.
      Retrocesso in Peršaja Liha 2006.
Note:
Tre punti a vittoria, uno a pareggio, zero a sconfitta.

## Risultati

### Tabellone
|                          | Šac  | DiM  | MTZ  | TŽo  | BAT  | Dnj  | Hom  | DiB  | Naf  | Dar  | LMi  | Nëm  | Zor  | Sla  |
| ------------------------ | ---- | ---- | ---- | ---- | ---- | ---- | ---- | ---- | ---- | ---- | ---- | ---- | ---- | ---- |
| Šachcër Salihorsk        | –––– | 1-1  | 3-1  | 4-0  | 2-2  | 3-0  | 1-0  | 4-0  | 2-2  | 3-1  | 1-0  | 3-0  | 3-1  | 0-0  |
| Dinamo Minsk             | 1-0  | –––– | 3-1  | 2-0  | 2-2  | 5-2  | 3-1  | 2-0  | 3-2  | 0-1  | 4-0  | 0-1  | 3-0  | 1-0  |
| MTZ-RIPA Minsk           | 1-1  | 0-1  | –––– | 1-0  | 0-1  | 2-1  | 3-1  | 0-4  | 1-0  | 5-1  | 1-0  | 1-0  | 3-1  | 2-0  |
| Tarpeda Žodzina          | 0-1  | 2-2  | 3-1  | –––– | 1-1  | 3-0  | 1-0  | 0-2  | 1-0  | 0-0  | 3-1  | 3-2  | 0-0  | 6-1  |
| BATĖ Borisov             | 0-2  | 1-0  | 0-1  | 0-1  | –––– | 2-1  | 1-1  | 2-1  | 3-0  | 1-1  | 1-0  | 2-0  | 4-0  | 1-0  |
| Dnjapro-Transmaš Mahilëŭ | 1-1  | 0-0  | 2-1  | 1-0  | 1-1  | –––– | 1-0  | 2-2  | 1-1  | 3-3  | 5-1  | 6-0  | 4-0  | 0-0  |
| Homel'                   | 0-3  | 2-1  | 1-0  | 2-1  | 2-3  | 1-2  | –––– | 2-1  | 1-2  | 3-1  | 0-1  | 3-0  | 4-2  | 2-1  |
| Dinamo Brest             | 0-1  | 1-1  | 1-0  | 0-1  | 1-2  | 2-1  | 1-0  | –––– | 1-0  | 0-2  | 1-2  | 4-1  | 3-0  | 2-0  |
| Naftan                   | 1-4  | 3-2  | 2-3  | 0-2  | 1-2  | 3-4  | 0-2  | 2-1  | –––– | 3-2  | 4-0  | 3-0  | 3-1  | 3-1  |
| Daryda Minski raën       | 0-2  | 0-1  | 1-3  | 0-3  | 1-1  | 4-1  | 1-1  | 1-0  | 0-0  | –––– | 0-0  | 0-1  | 1-2  | 1-2  |
| Ljakamatyŭ Minsk         | 0-2  | 3-2  | 2-3  | 2-3  | 3-3  | 0-1  | 0-1  | 3-2  | 0-1  | 0-0  | –––– | 4-1  | 0-0  | 5-0  |
| Nëman                    | 0-3  | 1-2  | 0-2  | 0-2  | 1-1  | 1-3  | 1-2  | 2-2  | 1-0  | 1-3  | 2-0  | –––– | 1-0  | 1-0  |
| Zorka-BDU Minsk          | 1-3  | 2-4  | 1-2  | 2-2  | 2-2  | 0-2  | 0-1  | 1-4  | 5-3  | 0-4  | 1-1  | 0-1  | –––– | 1-2  |
| Slavija Mazyr            | 1-6  | 0-4  | 0-5  | 0-2  | 2-2  | 0-3  | 1-1  | 1-3  | 1-3  | 0-1  | 0-2  | 1-1  | 0-1  | –––– |

## Statistiche

### Classifica marcatori
| Gol |  |  | Giocatore           | Squadra           |
| --- |  |  | ------------------- | ----------------- |
| 16  |  |  | Valeryj Strypejkis  | Naftan            |
| 14  |  |  | Ihar Čumačenka      | Naftan            |
| 14  |  |  | Aljaksandr Klimenka | Šachcër Salihorsk |
| 13  |  |  | Vital' Radyënaŭ     | Tarpeda Žodzina   |
| 13  |  |  | Raman Vasiljuk      | Homel'            |
| 12  |  |  | Vadzim Bojka        | Dinamo Brest      |
| 12  |  |  | Sjarhej Nikifarėnka | Šachcër Salihorsk |
| 11  |  |  | Aljaksandr Kobec    | BATĖ Borisov      |
| 10  |  |  | Arcëm Kancavy       | MTZ-RIPA Minsk    |
| 10  |  |  | Aljaksandr Paŭlaŭ   | Dnjapro-Transmaš  |